# 버펄로시티 (위스콘신주)

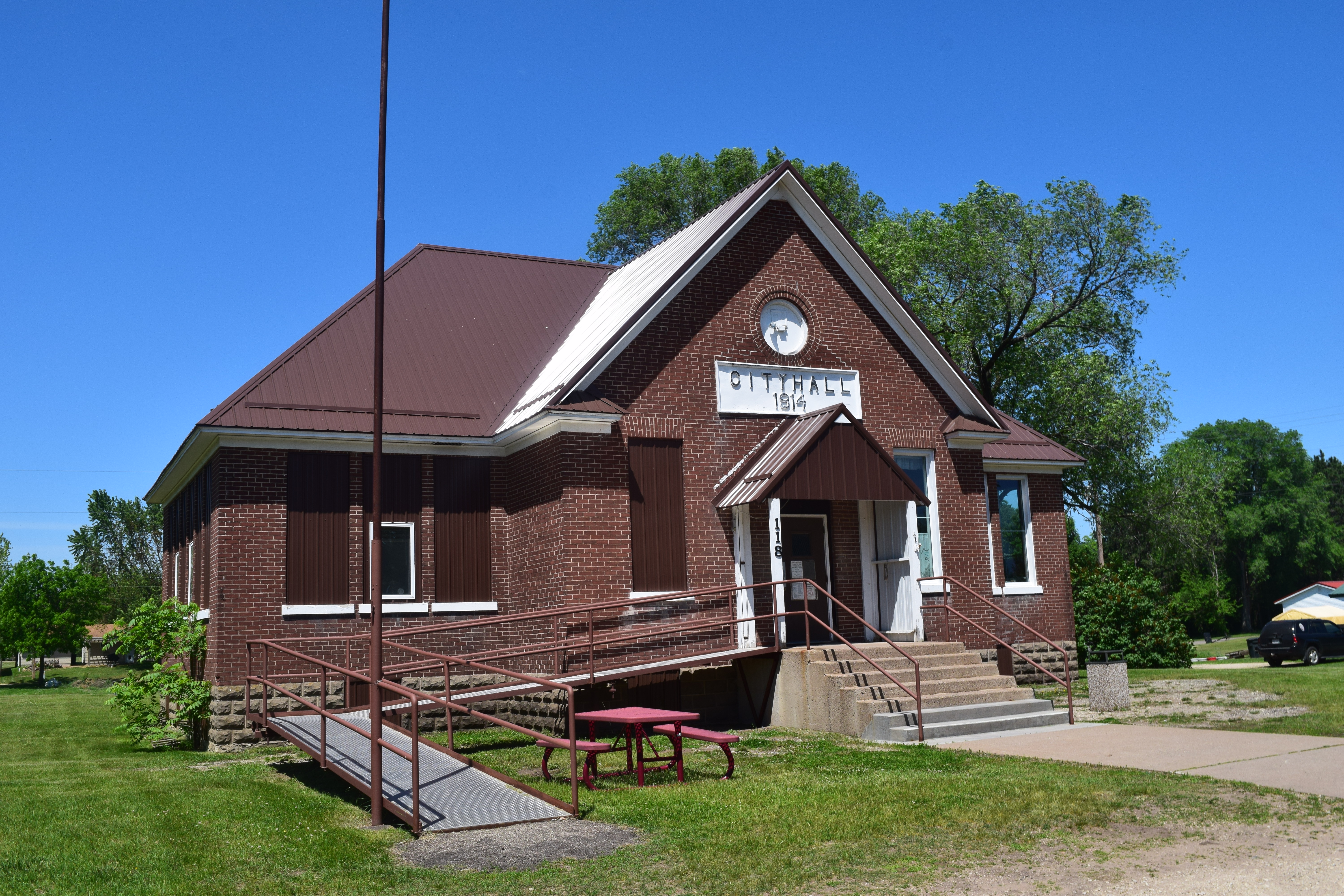
1914년 시청 건물

버펄로시티(Buffalo City)는 미국 위스콘신주 버펄로군의 도시이다. 인구 수는 2010년 인구 조사에 따르면 1,023명이다.

## 역사
이 지명은 과거 버펄로 동물 축산 작전에서 비롯된 것으로 추정된다. 이 도시는 1859년 공인되었다. 당시 버펄로군에서 유일한 도시였다.

## 인구
| 인구조사              | 인구  | Note  | %±     |
| --------------------- | ----- | ----- | ------ |
| 1860년                | 184   |       | —      |
| 1870년                | 268   |       | 45.7%  |
| 1880년                | 248   |       | −7.5%  |
| 1890년                | 223   |       | −10.1% |
| 1900년                | 254   |       | 13.9%  |
| 1910년                | 255   |       | 0.4%   |
| 1920년                | 286   |       | 12.2%  |
| 1930년                | 261   |       | −8.7%  |
| 1940년                | 293   |       | 12.3%  |
| 1950년                | 319   |       | 8.9%   |
| 1960년                | 484   |       | 51.7%  |
| 1970년                | 671   |       | 38.6%  |
| 1980년                | 894   |       | 33.2%  |
| 1990년                | 915   |       | 2.3%   |
| 2000년                | 1,040 |       | 13.7%  |
| 2010년                | 1,023 |       | −1.6%  |
| 2019 (추산)           | 954   | [ 2 ] | −6.7%  |
| U.S. Decennial Census |       |       |        |